# Agriotherium inexpectans
Agriotherium inexpectans es una especie extinta de mamífero carnívoro de la familia de los úrsidos. Sus restos fósiles fueron encontrados en 1991 en la formación Linxia en Jiegou (provincia de Gansu, China). Vivió en China durante el Mioceno tardío siendo la especie más antigua conocida de su género.